# Musée de la Musique de Ouagadougou
Das Musée de la Musique de Ouagadougou ist ein Museum in Ouagadougou, der Hauptstadt des westafrikanischen Staates Burkina Faso.
Das Museum wurde im Jahr 1999 eröffnet; es ist der traditionellen Musik sowie den Musikinstrumenten der zahlreichen ethnischen Gruppen des Landes gewidmet. Zur Sammlung gehören auch zahlreiche historische Stücke. Professionelle Führer erläutern den Besuchern das kulturelle und musikalische Erbe des Landes.

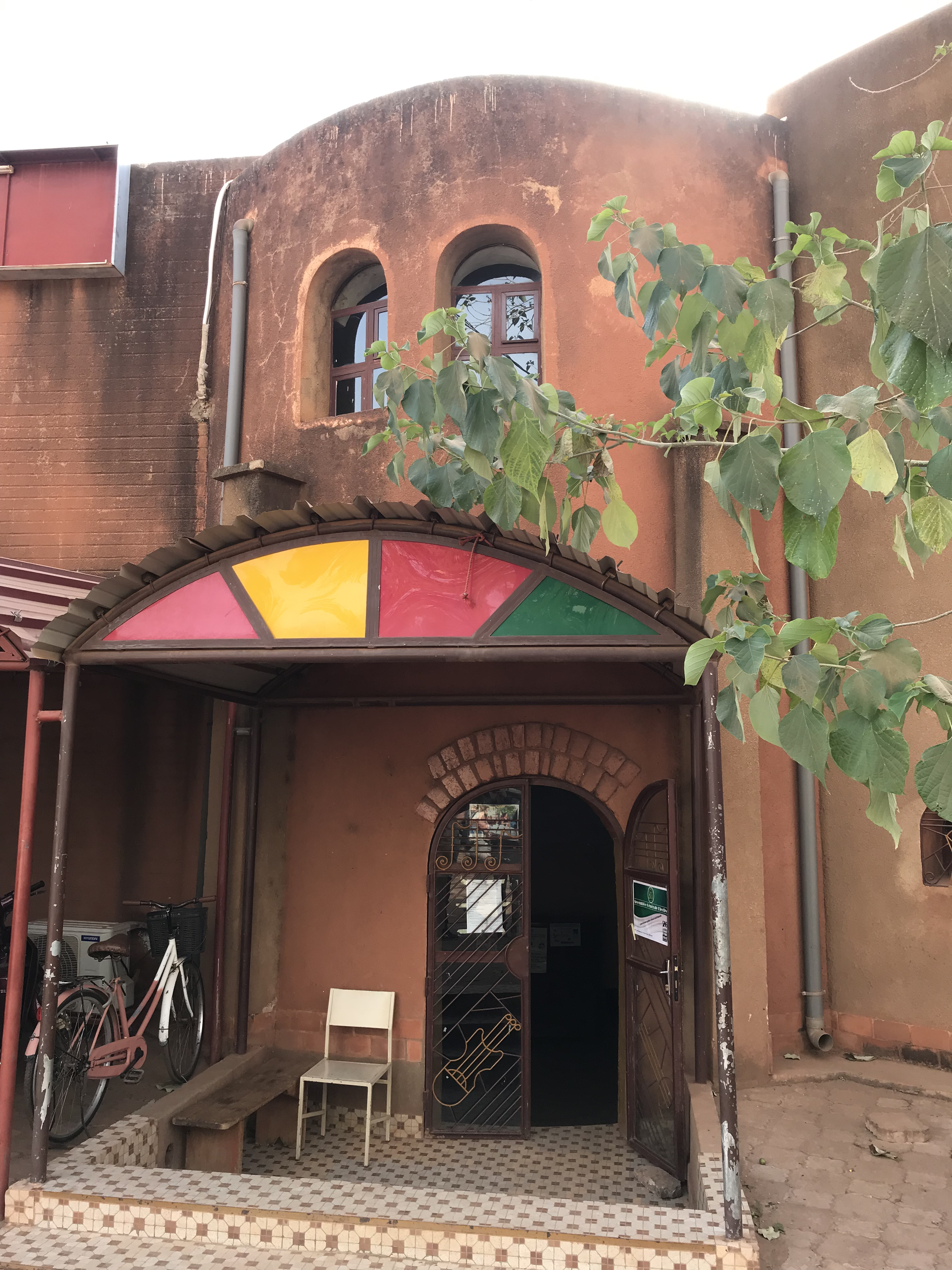
Das Musée de la Musique de Ouagadougou.

Das Museum untersteht dem Musée National du Burkina Faso und liegt in der Innenstadt Ouagadougous, gegenüber dem Lycée Philippe Zinda Kabore in der Avenue du Président Thomas Sankara. Das architektonisch bedeutsame Gebäude ist ein Musterbeispiel traditioneller afrikanischer Baukunst der Subsahararegion. Es wurde mit Unterstützung der ADAUA (Association pour le Développement d’une Architecture et d’un Urbanisme Africains) errichtet.
Die Musikalien- und Instrumentensammlung besteht aus 163 Objekten (Stand 2006), darunter verschiedene Membranophone, Aerophone, Idiophone und Saiteninstrumente.

Es bestehen Kooperationen mit lokalen Radiostationen und Institutionen, darunter dem Centre National de la Recherche Scientifique et Technologique, das zahlreiche Tondokumente aufbewahrt. Museumsleiter ist Jean-Paul Koudougou.